# Пик Чехова
Пик Че́хова — горная вершина на Сахалине, в энциклопедии Сахалина указан как одна из высочайших точек острова (1045 м). Ранее называлась Судзуя дакэ.

## Географическое расположение
Пик находится в южной части острова, в Корсаковском городском округе, недалеко от Южно-Сахалинска (около 7 км на восток). Одна из самых высоких вершин Сусунайского хребта. На склонах горы берет начало река Уюновка.
Средняя температура зимой −11 °C, летом +15 °C. Климату данной местности свойственно большое количество осадков.

## Описание
Гора названа после Великой Отечественной войны в 1946 году в честь русского писателя А. П. Чехова, который посетил Сахалин в 1890 году, по собственной инициативе, в отличие от ссыльных каторжан, которые в большей степени составляли население в то время. По разрешению «высокого начальства» он занялся переписью населения, побывал во многих поселениях и тюрьмах, встретился почти с 10000 человек, всё это он описал в своём произведении «Остров Сахалин». 
В период японского Карафуто пик почитался как священная гора. Тогда на вершине был сооружён небольшой храмовый домик, посвящённый богине солнца Аматерасу. 
В настоящее время на горе развит пешеходный туризм, имеются размеченные тропы для хайкинга. С вершины горы открывается вид на Охотское море и Сусунайскую долину, озёра Тунайча, Изменчивое (восток), Анивский залив, Вавайские озёра — юг, Камышовский хребет — запад.

## Охранный статус
Ландшафты горы охраняются в составе комплексного памятника природы регионального значения «Высокогорья горы Чехова». Площадь охраняемого объекта составляет 1800 га с охранной зоной 1552,6 га. В составе охранной зоны памятника два участка: западный участок площадью 757,7 га находится на территории городского округа "Город Южно-Сахалинск", восточный участок площадью 794,9 га на территории  Корсаковского городского округа.

## Флора
Пик Чехова почти полностью от подножья до самого верха застилает бурная растительность. Объектом охраны признана высокогорная область с участками девственной растительности, типичными для данной геоботанической подзоны, с редкими растительными сообществами и эндемичными видами растений. На склонах горы, покрытых кедровым стлаником, встречаются участки бамбука, а также произрастают такие редкие виды растений, как тис остроконечный, кардиокринум Глена, двулистник Грея, вишня Саржента (сахалинская), черёмуха Сьори (айнская) и другие, занесенные в Красные книги Российской Федерации и Сахалинской области.

## Фауна
На Пике Чехова встречаются и редкие виды животных: жужелицы Авинова и Лопатина, красотел Максимовича, японская зарянка, японская завирушка, кабарга и северный олень, а также выдра, росомаха и соболь, енотовидные собаки.Также при подъёме можно встретить медведей, о возможности встречи с которыми предупреждает информационная доска, расположенная в начале тропы, по которой происходит восхождение.